# Robert Chartoff
Robert Irwin Chartoff (Nueva York, 26 de agosto de 1933-Santa Mónica (California), 10 de junio de 2015) fue un productor de cine y filántropo estadounidense.

## Biografía
Chartoff nació el 26 de agosto de 1933 en Nueva York, hijo de Bessie y William Chartoff. Su familia era judía. Se graduó en la Union College en 1955 y posteriormente en la Universidad de Columbia. 
Chartoff produjo más de 30 películas, algunas de ellas la serie de películas de la franquicia Rocky, que le permitió junto a Irwin Winkler ganar el Óscar a la mejor película en 1976.

## Filantropía
Chartoff creó la RC Charitable Foundation en 1990 otorgar subvenciones a escuelas internacionales y otras agencias infantiles. Fue su Presidente. La RC Charitable Foundation otorga subvenciones al Buddha Educational Trust. Sirvió en la Junta Asesora Comunitaria del Centro de Estudios Younes y Soraya Israel en UCLA.

## Filmografía

### Películas
| Año  | Película en español                 | Película en original                  | Director            | Cargo               |
| ---- | ----------------------------------- | ------------------------------------- | ------------------- | ------------------- |
| 1967 | A quemarropa                        | Point Blank                           | John Boorman        | Productor           |
| 1968 | El reparto                          | The Split                             | Gordon Flemyng      | Productor           |
| 1969 | Danzad, danzad, malditos            | They Shoot Horses, Don't They?        | Sydney Pollack      | Productor           |
| 1970 | Leo el Último                       | Leo the Last                          | John Boorman        | Productor           |
| 1970 | Fresas y sangre                     | The Strawberry Statement              | Stuart Hagmann      | Productor           |
| 1971 | Believe in Me                       | Believe in Me                         | Stuart Hagmann      | Productor           |
| 1971 | Casi, casi una mafia                | The Gang That Couldn't Shoot Straight | James Goldstone     | Productor           |
| 1972 | Los nuevos centuriones              | The New Centurions                    | Richard Fleischer   | Productor           |
| 1972 | Thumb Tripping                      | Thumb Tripping                        | Quentin Masters     | Productor           |
| 1972 | Fríamente... sin motivos personales | The Mechanic                          | Michael Winner      | Productor           |
| 1972 | Casada en Nueva York                | Up the Sandbox                        | Irvin Kershner      | Productor           |
| 1974 | Manos sucias en la ciudad           | Busting                               | Peter Hyams         | Productor           |
| 1974 | Dos espías a lo loco                | S*P*Y*S                               | Irvin Kershner      | Productor           |
| 1974 | The Gambler                         | The Gambler                           | Karel Reisz         | Productor           |
| 1975 | Fuga suicida                        | Breakout                              | Tom Gries           | Productor           |
| 1975 | Un detective curioso                | Peeper                                | Peter Hyams         | Productor           |
| 1976 | Rocky                               | Rocky                                 | John G. Avildsen    | Productor           |
| 1976 | Así empezó Hollywood                | Nickelodeon                           | Peter Bogdanovich   | Productor           |
| 1977 | New York, New York                  | New York, New York                    | Martin Scorsese     | Productor           |
| 1977 | Valentino                           | Valentino                             | Lewis Allen         | Productor Ejecutivo |
| 1978 | Llega un jinete libre y salvaje     | Comes a Horseman                      | Alan J. Pakula      | Productor Ejecutivo |
| 1978 | Uncle Joe Shannon                   | Uncle Joe Shannon                     | Joseph C. Hanwright | Productor           |
| 1979 | Rocky II                            | Rocky II                              | Sylvester Stallone  | Productor           |
| 1980 | Toro salvaje                        | Raging Bull                           | Martin Scorsese     | Productor           |
| 1981 | Confesiones verdaders               | True Confessions                      | Ulu Grosbard        | Productor           |
| 1982 | Rocky III                           | Rocky III                             | Sylvester Stallone  | Productor           |
| 1983 | Elegidos para la gloria             | The Right Stuff                       | Philip Kaufman      | Productor           |
| 1985 | Locura publicitaria                 | Beer                                  | Patrick Kelly       | Productor           |
| 1985 | Rocky IV                            | Rocky IV                              | Sylvester Stallone  | Productor           |
| 1990 | Rocky V                             | Rocky V                               | John G. Avildsen    | Productor           |
| 1992 | Directamente... Shirlee             | Straight Talk                         | Barnet Kellman      | Productor           |
| 2004 | Un país en África                   | In My Country                         | John Boorman        | Productor           |
| 2006 | Rocky Balboa                        | Rocky Balboa                          | Sylvester Stallone  | Productor Ejecutivo |
| 2010 | The Tempest                         | The Tempest                           | Julie Taymor        | Productor           |
| 2011 | The Mechanic                        | The Mechanic                          | Simon West          | Productor Ejecutivo |
| 2013 | El juego de Ender                   | Ender's Game                          | Gavin Hood          | Productor           |
| 2014 | El sueño de una noche de verano     | A Midsummer Night's Dream             | Julie Taymor        | Productor Ejecutivo |
| 2014 | El jugador                          | The Gambler                           | Rupert Wyatt        | Productor           |
| 2015 | Creed                               | Creed                                 | Ryan Coogler        | Productor           |

## Premios y distinciones
Premios Óscar
| Año  | Categoría      | Película                | Resultado |
| ---- | -------------- | ----------------------- | --------- |
| 1977 | Mejor película | Rocky                   | Ganador   |
| 1980 | Mejor película | Toro salvaje            | Nominado  |
| 1984 | Mejor película | Elegidos para la gloria | Nominado  |